# Saison 2020-2021 de l'Olympique lyonnais (féminines)
Maillots
Chronologie
Saison précédente Saison suivante
La saison 2020-2021 de la section féminine de l'Olympique lyonnais est la quarante-troisième saison consécutive du club rhodanien en première division du championnat de France depuis 1978.
Les Lyonnaises ont à nouveau pour objectif de remporter les titres du championnat de France, de la coupe de France et de la Ligue des champions, tous remportés les deux saisons précédentes.
Finalement, l'OL termine à la 2e place en championnat et est éliminé en quarts de finale de Ligue des champions par le PSG, terminant la saison sans titre (le Trophée des championnes et la coupe de France ayant été annulés). C'est la première fois depuis la saison 2005-2006 que les Lyonnaises ne finissent pas à la première place du championnat.

## Transferts

### Mercato d'été
Plusieurs joueuses du clan lyonnais devraient quitter le club en août : c'est le cas de Lucy Bronze.
Initialement annoncée sur le départ pour NWSL aux États-Unis, l'Allemande Dzsenifer Marozsán et la Française Sarah Bouhaddi restent finalement à l'Olympique Lyonnais à cause de la crise sanitaire du Covid-19, et prolongent respectivement jusqu'en 2023 et 2024. La gardienne internationale espagnole Lola Gallardo débarque de l'Atlético Madrid dans l'optique de remplacer Sarah Bouhaddi, mais doit finalement se contenter d'un rôle de doublure. Emelyne Laurent et Grace Kazadi font le chemin inverse en prêt.
D'autres joueuses ont également paraphé un contrat, notamment la latérale gauche française Sakina Karchaoui, en provenance de Montpellier, la milieu islandaise Sara Björk Gunnarsdóttir, en provenance de Wolfsburg ou encore la latérale australienne Ellie Carpenter, en provenance de Portland. L'acquisition par l'Olympique Lyonnais de l'OL Reign, club de NWSL, facilite les signatures de l'attaquante anglaise Jodie Taylor et de la défenseure espagnole Celia Jiménez.
Côté départs, les principaux transferts sont ceux des deux latérales internationales anglaises Lucy Bronze et Alex Greenwood à Manchester City et de Shanice van de Sanden au VfL Wolfsburg.

### Mercato d'hiver
L'Américano-Brésilienne Catarina Macario signe son premier contrat professionnel avec l'Olympique Lyonnais, en provenance de l'université américaine de Stanford.

## Matches amicaux

### Pré-saison
La pré-saison est marquée par le report des derniers matchs de Ligue des Championnes et de Coupe de France. Pour préparer ces matchs, l'Olympique Lyonnais part d'abord en Pologne où il affronte notamment le Medyk Konin et le Czarni Sosnowiec en amical.
Après sa victoire en finale de Coupe de France, le club participe à la première édition du Trophée Veolia, organisé par l'Olympique Lyonnais au Groupama Stadium, et remporte la compétition après avoir dominé le PSV Eindhoven et la Juventus Turin.

### Mi-saison
Les Lyonnaises affrontent le Dijon FCO à domicile pour se préparer à la deuxième partie de saison, et s'imposent facilement 3-0, avec notamment un but de Jéssica Silva, de retour de blessure.

## Trophée des Championnes
Après une première édition remportée en 2019 par l'Olympique Lyonnais face au Paris Saint-Germain, la 2e édition devait à nouveau opposer les deux équipes, puisque l'Olympique Lyonnais ayant remporté le championnat de France et la coupe de France, le PSG était qualifié grâce à sa deuxième place en D1. Cependant la compétition est annulée en raison de la crise sanitaire du Covid-19.

## Championnat de France
La Division 1 2020-2021 est la quarante-septième édition du championnat de France féminin de football et la dix-neuvième sous l'appellation « Division 1 ». La division oppose douze clubs en une série de vingt-deux rencontres. Les trois meilleurs de ce championnat se qualifient pour la Ligue des champions.

### Journées 1 à 6
Une semaine à peine après leur 7e titre de championnes d'Europe, les Lyonnaises ouvrent leur saison 2020-2021 en recevant le Paris FC en D1. Après une première période compliquée où les Fenottes semblent manquer légitimement de fraîcheur, Wendie Renard marque le premier but de la saison en transformant un penalty obtenu par Delphine Cascarino. Lyon s'impose finalement 4-0 face aux Franciliennes.
Avant la trêve internationale, l'OL se déplace à Reims. Les Lyonnaises ouvrent rapidement le score par Nikita Parris et s'imposent tranquillement 3-0, mais Selma Bacha obtient un carton rouge dans les derniers instants du match en taclant dangereusement Melissa Herrerra.
Lors de la 3e journée de championnat, Lyon reçoit les Girondines de Bordeaux, candidates au podium mais tenues en échec par le PSG la journée précédente. Ellie Carpenter inscrit son premier but en D1, puis Eugénie Le Sommer double la mise, avant une réduction du score d'Ouleymata Sarr. Les Fenottes conservent leur première place, reléguant les Bordelaises à la 9e place.
Le déplacement à Fleury se solde par une nouvelle victoire, Kadeisha Buchanan débloquant le score tardivement à la 68e minute avant que Wendie Renard et Nikita Parris marquent à leur tour.
Privées de nombreuses cadres, la réception de Dijon est plus compliquée. Pour son premier match en D1, la gardienne Lola Gallardo réussit à préserver ses cages inviolées, mais les Lyonnaises manquent d'efficacité offensive. Un but de Nikita Parris et un nouveau penalty de Wendie Renard font finalement plier les Bourguignonnes et permettent aux Lyonnaises de conserver leur première place.
Lors de la journée suivante, les Lyonnaises déroulent à domicile contre Guingamp en remportant le match 4-0. Amandine Henry ouvre le score et célèbre son but en faisant référence à sa non sélection en équipe de France et au conflit l'opposant à la sélectionneuse Corinne Diacre. Sara Björk Gunnarsdóttir et Amel Majri (doublé) complètent la marque. L'OL est premier avec 6 victoires en 6 matches avant une nouvelle trêve internationale.

### Journées 7 à 11
Le déplacement à Montpellier, 3e du championnat et candidat au podium, est une des affiches de la saison, mais l'OL s'impose largement 5-0, après une entame de match sérieuse qui permet aux Lyonnaises de mener 2-0 dès la 8e minute. Les Lyonnaises continuent leur série de victoires en championnat.
La réception de Soyaux tourne également largement à la faveur de l'OL, qui s'impose 5-1 grâce à des nouveaux buts de Renard, Parris et Buchanan, malgré un but encaissé par Lola Gallardo. Les Lyonnaises abordent le choc face aux Parisiennes en étant leader du championnat avec 2 points d'avance sur le PSG.
La rencontre contre les rivales du Paris Saint-Germain au Parc des Princes lors de la 7e journée est déjà décisive pour le titre. Elle intervient dans un contexte toujours tendu en équipe de France, constituée majoritairement de joueuses des deux clubs. Le PSG cherche à prendre sa revanche après les deux défaites estivales en finale de Coupe de France et en demi-finale de Ligue des Champions. Les Parisiennes ouvrent le score dès la 11e minute grâce à un but de Marie-Antoinette Katoto. Eugénie Le Sommer sort sur blessure à la demi-heure de jeu, et malgré de nombreux efforts les Lyonnaises ne parviennent pas à percer la défense du PSG. Les Parisiennes battent l'OL en championnat pour la première fois depuis 2016 et s'emparent de la première place du classement.
Lors du déplacement au Havre, les Lyonnaises commencent bien la rencontre en menant 3-0 à la 42e minute, avant d'encaisser à nouveau un but et de rester muettes en seconde période. Si elles renouent avec la victoire, elles restent bloquées à la deuxième place du championnat.

Le dernier match de la phase aller se solde par une victoire écrasante contre Issy, qui avait déjà été battu 14-0 par le PSG. Un quadruplé de Nikita Parris et un triplé d'Amel Majri, complétés par des buts de Delphine Cascarino et Janice Cayman, permettent aux Lyonnaises de finir l'année sur une bonne note. C'est malgré tout le Paris Saint-Germain qui est sacré champion d'automne.

### Journées 12 à 17
L'OL retrouve les terrains en recevant le Stade de Reims. Wendie Renard marque un doublé, affirmant toujours plus son influence offensive remarquable pour une défenseuse et marquant à l'occasion le 2500e but de l'histoire du club. Amandine Henry clôt le score avec un troisième but sur coup de pied arrêté.
Lors de la journée suivante, les Lyonnaises se déplacent chez le Paris FC, équipe historique de D1. En difficulté lors de leurs dernières sorties, avec notamment des difficultés offensives, les Fenottes se rassurent en disposant facilement des Franciliennes, grâce notamment à un doublé de Nikita Parris.
La rencontre contre Montpellier est plus compliquée pour les Lyonnaises, qui doivent s'en remettre à leur ancienne Montpelliéraine Sakina Karchaoui pour remporter le match, qui voit la recrue phare de l'hiver Catarina Macario disputer ses premières minutes sous son nouveau maillot.
Malgré un match compliqué, le déplacement à Soyaux se solde par une victoire des Lyonnaises grâce à Gunnarsdóttir et Marozsán, et l'OL reste à un point du PSG avant le choc entre les deux équipes. Le match est finalement reporté à cause de cas de Covid-19 dans les rangs parisiens.

Le match contre Dijon est plutôt maîtrisé par les Lyonnaises, malgré un penalty manqué par Wendie Renard. Macario et Malard marquent leur premier but en D1 après l'ouverture du score de Kumagai.

### Journées 18 à 22
Le 24 avril, après son élimination en Ligue des champions, l'OL doit se relancer lors d'un déplacement périlleux sur le terrain de Guingamp, qui reste sur 6 clean sheets d'affilée. Les Lyonnaises démarrent fort d'entrée avec un but d'Henry dès la 9e minute et s'imposent tranquillement 5-0.
Pour le premier match de la nouvelle entraîneuse Sonia Bompastor, Lyon reçoit le Havre, lanterne rouge du championnat. Amandine Henry ouvre encore le score en tout début de match (4e) et les Fenottes l'emportent 5-1.
Lors du match suivant, face au GPSO Issy, les Lyonnaises déroulent une nouvelle fois et dominent les Franciliennes 4-0.
Le 24 mai, l'OL se déplace chez le troisième du championnat, Bordeaux. Lyon ouvre rapidement le score par Eugénie Le Sommer, mais ne parvient pas à faire le break et s'impose finalement sur la plus petite des marges, gardant un point de retard sur le PSG avant le choc décisif entre les deux équipes.
L'OL reçoit donc les Parisiennes le 30 mai pour un match en retard de la 16e journée qui s'apparente à une finale du championnat. Les Lyonnaises doivent impérativement l'emporter au Groupama Stadium pour passer devant le PSG au classement. Le match est cependant plus marqué par des fautes et un excès d'engagement que par des actions offensives abouties, et les deux équipes se quittent sur un score nul et vierge, laissant l'OL à la place de dauphin.

Lors de la dernière journée du championnat, les Lyonnaises étrillent le FC Fleury 91 8-0, mais cette victoire ne suffit pas à arracher le titre, les Parisiennes l'emportant dans le même temps face à Dijon, et l'Olympique lyonnais n'est pas sacré champion de France, pour la première fois depuis 2006. Les Lyonnaises disent également adieu à Saki Kumagai, qui quitte le club après huit ans.

### Classement
| Rang | Équipe                     | Pts | J  | G  | N | P | Bp | Bc | Diff | Qualification ou relégation                                                    |
| ---- | -------------------------- | --- | -- | -- | - | - | -- | -- | ---- | ------------------------------------------------------------------------------ |
| 1    | Paris Saint-Germain (C, Q) | 62  | 22 | 20 | 2 | 0 | 83 | 4  | +79  | Qualification pour la phase de groupes de la Ligue des champions               |
| 2    | Olympique lyonnais T (Q)   | 61  | 22 | 20 | 1 | 1 | 78 | 6  | +72  | Qualification pour le deuxième tour de qualification de la Ligue des champions |
| 3    | Girondins de Bordeaux (Q)  | 44  | 22 | 14 | 2 | 6 | 50 | 23 | +27  | Qualification pour le premier tour de qualification de la Ligue des champions  |
| 4    | Paris FC                   | 37  | 22 | 11 | 4 | 7 | 39 | 29 | +10  |                                                                                |
| 5    | EA Guingamp                | 31  | 22 | 9  | 4 | 9 | 29 | 32 | −3   |                                                                                |

### Évolution du classement
Leader du championnat

Évolution du classement et des résultats
| Journée  | 1 | 2 | 3 | 4 | 5 | 6 | 7 | 8 | 9 | 10 | 11 | 12 | 13 | 14 | 15 | 16 | 17 | 18 | 19 | 20 | 21 | 22 | Journées en tête |
| -------- | - | - | - | - | - | - | - | - | - | -- | -- | -- | -- | -- | -- | -- | -- | -- | -- | -- | -- | -- | ---------------- |
| Rang     | 1 | 1 | 1 | 1 | 1 | 1 | 1 | 1 | 2 | 2  | 2  | 2  | 2  | 2  | 2  | 2  | 2  | 2  | 2  | 2  | 2  | 2  | 8                |
| Résultat | V | V | V | V | V | V | V | V | D | V  | V  | V  | V  | V  | V  | N  | V  | V  | V  | V  | V  | V  | —                |

## Coupe de France
La Coupe de France 2020-2021 est la 20e édition de la Coupe de France féminine de football, une compétition à élimination directe mettant aux prises tous les clubs de football amateurs et professionnels à travers la France métropolitaine et les DOM-TOM. Elle est organisée par la FFF et ses ligues régionales. L'OL jouant en Division 1, il démarre aux seizièmes de finale. En raison de la crise sanitaire qui empêche le bon déroulement de la Coupe de France féminine, la FFF met en place cette saison un nouveau format pour la compétition. Les douze clubs de D1 Arkema disputent un premier tour entre eux lors des 16es de finale, avant d'être rejoints par les autres clubs qualifiés à partir des 8es de finale.
Les 16es de finale sont une formalité pour les Lyonnaises qui éliminent Reims 5 buts à zéro avec notamment un triplé de Dzsenifer Marozsán. 

La compétition est finalement arrêtée en raison de la pandémie de Covid-19. 

## Coupe d'Europe
La Ligue des champions 2020-2021 est la 20e édition de la Ligue des champions féminine de l'UEFA, la compétition inter-clubs européenne de football féminin. Elle est divisée en deux phases, une phase de qualification pour certaines équipes, et une phase finale avec les principales équipes et celles qualifiées précédemment. L'Olympique lyonnais étant championnes de France 2019-2020, pays alors à la première place du coefficient UEFA, le club démarre aux seizièmes de finale.
Les Lyonnaises héritent dès les 16e de finale des championnes d'Italie en titre, la Juventus FC. Menées 2-1 à la mi-temps au match aller, elles réussissent à renverser le match pour arracher la victoire sur un but de Saki Kumagai. Le match retour, dans un Groupama Stadium à huis clos, est beaucoup plus maîtrisé par les Fenottes, qui s'imposent 3-0.
Lors du 8e de finale aller, les Lyonnaises reçoivent une équipe de Brøndby IF accrocheuse. Le match est haché par les fautes et l'OL a des difficultés pour imposer son jeu. Après l'ouverture du score de Nikita Parris en première période, Melvine Malard double le score dans le temps additionnel, marquant son 3e but en 3 matches et affirmant son rôle de super-sub. Lors du retour, Lyon est encore à la peine, encaissant un but des Danoises dès la 11e minute et perdant Selma Bacha sur blessure. L'OL domine mais peine à conclure, avant de marquer 3 buts par les inévitables Parris, Malard et Renard (sur pénalty).
Les Fenottes retrouvent le Paris Saint-Germain en quarts de finale pour un "Classique" qui s'annonce indécis. Paris a remporté la dernière confrontation entre les deux géants français, et impressionne dans le jeu tandis que les Lyonnaises sont à la peine depuis le début de la saison. Après avoir étrillé (5-0) le Sparta Prague en huitièmes de finale aller, les Parisiennes sont touchées par le Covid-19, perdant le match retour contre les Tchèques par forfait et repoussant la "finale" du championnat de France contre les Lyonnaises. Le PSG domine la première période sans parvenir à concrétiser, et les Lyonnaises inversent petit à petit la tendance, notamment grâce aux remplaçantes. Finalement, Wendie Renard transforme un pénalty généreusement accordé pour une main de Formiga à l'entrée de la surface, et offre la victoire à l'OL.

Le match retour au Groupama Stadium est bien entamé par les Lyonnaises, qui ouvrent le score dès la 4e minute par Catarina Macario. Mais les Parisiennes inversent le cours de la rencontre en égalisant par Grace Geyoro. Au retour des vestiaires, Wendie Renard fait cette fois-ci pencher la balance dans le mauvais sens en inscrivant un but contre son camp. Les Parisiennes s'imposent 2-1 et se qualifient grâce à la règle des buts à l'extérieur, mettant fin à cinq ans d'hégémonie lyonnaise sur l'Europe. Le coach Jean-Luc Vasseur est remplacé dans les jours qui suivent par la directrice du centre de formation et ancienne joueuse du club Sonia Bompastor.

## Statistiques individuelles
En compétitions officielles,,.

### Meilleures buteuses
| Rg.                 | Joueuse                  | Total | Championnat | Coupe de France | Ligue des champions | 0TDC0 |
| 1.                  | Nikita Parris            | 15    | 13          | 0               | 2                   | -     |
| 1.                  | Wendie Renard            | 15    | 10          | 1               | 4                   | -     |
| 3.                  | Amel Majri               | 10    | 10          | 0               | 0                   | -     |
| 4.                  | Dzsenifer Marozsán       | 8     | 4           | 3               | 1                   | -     |
| 5.                  | Eugénie Le Sommer        | 7     | 7           | 0               | 0                   | -     |
| 5.                  | Melvine Malard           | 7     | 3           | 0               | 4                   | -     |
| 5.                  | Catarina Macario         | 7     | 5           | 0               | 2                   | -     |
| 8.                  | Amandine Henry           | 6     | 6           | 0               | 0                   | -     |
| 9.                  | Saki Kumagai             | 5     | 4           | 0               | 1                   | -     |
| 10.                 | Kadeisha Buchanan        | 4     | 4           | 0               | 0                   | -     |
| 10.                 | Sara Björk Gunnarsdóttir | 4     | 3           | 1               | 0                   | -     |
| 11.                 | Janice Cayman            | 3     | 2           | 0               | 1                   | -     |
| 12.                 | Delphine Cascarino       | 2     | 2           | 0               | 0                   | -     |
| 13.                 | Ellie Carpenter          | 1     | 1           | 0               | 0                   | -     |
| 13.                 | Jodie Taylor             | 1     | 1           | 0               | 0                   | -     |
| But contre son camp | But contre son camp      | 3     | 3           | 0               | 0                   | -     |
| Total Général       | Total Général            | 98    | 78          | 5               | 15                  | -     |

### Meilleures passeuses
| Rg.           | Joueuse            | Total | Championnat | Coupe de France | Ligue des champions | 0TDC0 |
| 1.            | Dzsenifer Marozsán | 16    | 15          | 0               | 1                   | -     |
| 2.            | Amel Majri         | 9     | 6           | 1               | 2                   | -     |
| 3.            | Delphine Cascarino | 8     | 7           | 0               | 1                   | -     |
| 4.            | Eugénie Le Sommer  | 5     | 4           | 1               | 0                   | -     |
| 5.            | Selma Bacha        | 4     | 4           | 0               | 0                   | -     |
| 5.            | Wendie Renard      | 4     | 4           | 0               | 0                   | -     |
| 7.            | Janice Cayman      | 3     | 2           | 0               | 1                   | -     |
| 7.            | Amandine Henry     | 3     | 3           | 0               | 0                   | -     |
| 9.            | Melvine Malard     | 2     | 1           | 0               | 1                   | -     |
| 10.           | Inès Benyahia      | 1     | 1           | 0               | 0                   | -     |
| 10.           | Sakina Karchaoui   | 1     | 1           | 0               | 0                   | -     |
| 10.           | Catarina Macario   | 1     | 1           | 0               | 0                   | -     |
| 10.           | Nikita Parris      | 1     | 1           | 0               | 1                   | -     |
| Total Général | Total Général      | 59    | 50          | 2               | 7                   | -     |

### Meilleures gardiennes
| Joueuse        | Buts encaissés par match | Buts encaissés par match | Buts encaissés par match | Pourcentage de clean sheets | Pourcentage de clean sheets | Pourcentage de clean sheets | Matches disputés | Matches disputés | Matches disputés |
| Joueuse        | Champ.                   | Coupe                    | LdC                      | Champ.                      | Coupe                       | LdC                         | Champ.           | Coupe            | LdC              |
| Sarah Bouhaddi | 0,26                     | -                        | 0,83                     | 74 %                        | -                           | 50 %                        | 19               | 0                | 6                |
| Lola Gallardo  | 0,33                     | 0                        | -                        | 67 %                        | 100 %                       | -                           | 3                | 1                | 0                |
| Total Général  | 0,27                     | 0                        | 0,83                     | 73 %                        | 100 %                       | 50 %                        | 22               | 1                | 6                |

### Cartons jaunes
| Rg.           | Joueuse            | Total | Championnat | Coupe de France | Ligue des champions | 0TDC0 |
| 1.            | Wendie Renard      | 4     | 3           | 0               | 1                   | -     |
| 2.            | Kadeisha Buchanan  | 3     | 2           | 0               | 1                   | -     |
| 2.            | Amandine Henry     | 3     | 1           | 0               | 2                   | -     |
| 2.            | Saki Kumagai       | 3     | 2           | 0               | 1                   | -     |
| 2.            | Dzsenifer Marozsán | 3     | 2           | 0               | 1                   | -     |
| 6.            | Selma Bacha        | 2     | 1           | 0               | 1                   | -     |
| 6.            | Amel Majri         | 2     | 1           | 0               | 1                   | -     |
| 6.            | Melvine Malard     | 2     | 1           | 0               | 1                   | -     |
| 9.            | Delphine Cascarino | 1     | 1           | 0               | 0                   | -     |
| 9.            | Sakina Karchaoui   | 1     | 0           | 0               | 1                   | -     |
| 9.            | Eugénie Le Sommer  | 1     | 1           | 0               | 0                   | -     |
| 9.            | Nikita Parris      | 1     | 1           | 0               | 0                   | -     |
| Total Général | Total Général      | 26    | 16          | 0               | 10                  | -     |

### Cartons rouges
| Rg.           | Joueuse       | Total | Championnat | Coupe de France | Ligue des champions | 0TDC0 |
| 1.            | Selma Bacha   | 1     | 1           | 0               | 0                   | -     |
| Total Général | Total Général | 1     | 1           | 0               | 0                   | -     |